# Schwimmeuropameisterschaften 2006/Wasserspringen
Die Wettkämpfe im Wasserspringen fanden in der zweiten Woche der Schwimmeuropameisterschaften 2006 in Budapest statt. Sie wurden im traditionsreichen Alfréd-Hajós-Schwimmkomplex auf der in der Donau gelegenen Margareteninsel ausgetragen.

## Gesamtergebnis
Betrachtet man die Ergebnisse in dieser Sportart für sich genommen, ergibt sich folgender Medaillenspiegel.
| Medaillenspiegel | Medaillenspiegel | Medaillenspiegel | Medaillenspiegel | Medaillenspiegel | Medaillenspiegel |
| Platz            | Land             | G                | S                | B                | Gesamt           |
| ---------------- | ---------------- | ---------------- | ---------------- | ---------------- | ---------------- |
| 1                | Russland         | 4                | 4                | 0                | 8                |
| 2                | Deutschland      | 2                | 5                | 1                | 8                |
| 3                | Schweden         | 2                | 0                | 0                | 2                |
| 4                | Ukraine          | 1                | 0                | 3                | 4                |
| 5                | Finnland         | 1                | 0                | 1                | 2                |
| 6                | Österreich       | 0                | 1                | 0                | 1                |
| 7                | Italien          | 0                | 0                | 4                | 4                |
| 8                | Ungarn           | 0                | 0                | 1                | 1                |

## 1-Meter-Brett (Frauen)
| Platz | Land | Athletin      | Punkte |
| ----- | ---- | ------------- | ------ |
| 1     | SWE  | Anna Lindberg | 291,90 |
| 2     | GER  | Ditte Kotzian | 279,30 |
| 3     | ITA  | Maria Marconi | 267,35 |

## 1-Meter-Brett (Männer)
| Platz | Land | Athlet              | Punkte |
| ----- | ---- | ------------------- | ------ |
| 1     | FIN  | Joona Puhakka       | 425,00 |
| 2     | RUS  | Alexander Dobroskok | 416,60 |
| 3     | ITA  | Christopher Sacchin | 415,70 |

## 3-Meter-Brett (Frauen)
| Platz | Land | Athletin      | Punkte |
| ----- | ---- | ------------- | ------ |
| 1     | SWE  | Anna Lindberg | 330,60 |
| 2     | GER  | Ditte Kotzian | 324,90 |
| 3     | HUN  | Nóra Barta    | 319,85 |

## 3-Meter-Brett (Männer)
| Platz | Land | Athlet              | Punkte |
| ----- | ---- | ------------------- | ------ |
| 1     | RUS  | Dmitri Sautin       | 496,10 |
| 2     | RUS  | Alexander Dobroskok | 479,95 |
| 3     | FIN  | Joona Puhakka       | 464,60 |

## 3-Meter-Brett Synchron (Frauen)
| Platz | Land | Athletinnen                          | Punkte |
| ----- | ---- | ------------------------------------ | ------ |
| 1     | RUS  | Natalja Umyskowa Nadeschda Baschina  | 314,55 |
| 2     | GER  | Heike Fischer Ditte Kotzian          | 298,68 |
| 3     | UKR  | Olena Fedorowa Krystyna Ischtschenko | 292,17 |

## 3-Meter-Brett Synchron (Männer)
| Platz | Land | Athleten                         | Punkte |
| ----- | ---- | -------------------------------- | ------ |
| 1     | GER  | Tobias Schellenberg Andreas Wels | 403,86 |
| 2     | RUS  | Juri Kunakow Dmitri Sautin       | 401,46 |
| 3     | ITA  | Nicola Marconi Tommaso Marconi   | 394,68 |

## 10-Meter-Turm (Frauen)
| Platz | Land | Athletin            | Punkte |
| ----- | ---- | ------------------- | ------ |
| 1     | UKR  | Julija Prokoptschuk | 338,00 |
| 2     | AUT  | Anja Richter        | 332,35 |
| 3     | GER  | Christin Steuer     | 330,40 |

## 10-Meter-Turm (Männer)
| Platz | Land | Athlet              | Punkte |
| ----- | ---- | ------------------- | ------ |
| 1     | RUS  | Gleb Galperin       | 472,90 |
| 2     | GER  | Heiko Meyer         | 459,45 |
| 3     | UKR  | Kostjantyn Miljajew | 436,50 |

## 10-Meter-Turm Synchron (Frauen)
| Platz | Land | Athletinnen                           | Punkte |
| ----- | ---- | ------------------------------------- | ------ |
| 1     | GER  | Annett Gamm Nora Subschinski          | 325,92 |
| 2     | RUS  | Natalja Gontscharowa Julija Koltunowa | 306,24 |
| 3     | UKR  | Julija Prokoptschuk Kateryna Schuk    | 297,21 |

## 10-Meter-Turm Synchron (Männer)
| Platz | Land | Athleten                              | Punkte |
| ----- | ---- | ------------------------------------- | ------ |
| 1     | RUS  | Dmitri Dobroskok Gleb Galperin        | 469,38 |
| 2     | GER  | Sascha Klein Heiko Meyer              | 447,96 |
| 3     | ITA  | Michele Benedetti Francesco Dell’Uomo | 435,12 |